# Windsor Hettche Spitfires
Die Windsor Hettche Spitfires waren ein kanadisches Eishockeyfranchise der International Hockey League aus Windsor, Ontario. Die Spielstätte der Hettche Spitfires war die Windsor Arena.

## Geschichte
Die Windsor Spitfires, die 1945 gegründet wurden und somit eines der vier Gründungsmitglieder der IHL waren, wurden im Jahr 1947 in Windsor Hettche Spitfires umbenannt. Der Klub belegte in der Saison 1947/48 den ersten Platz der IHL und konnte von insgesamt 30 Ligapartien 19 gewinnen und verlor weitere zehn. Letztlich erreichte die Mannschaft das Play-off-Finale, welches allerdings verloren ging. Nach einer weiteren Spielzeit in der International Hockey League, in der die Hettche Spitfires den Turner Cup, die Meisterschaft der IHL, gewinnen konnten, zog der Verein im Sommer 1949 nach Detroit um und nannte sich fortan Detroit Hettche.

## Saisonstatistik
Abkürzungen: GP = Spiele, W = Siege, L = Niederlagen, T = Unentschieden, OTL = Niederlagen nach Overtime SOL = Niederlagen nach Shootout, Pts = Punkte, GF = Erzielte Tore, GA = Gegentore, PIM = Strafminuten
| Saison  | GP | W  | L  | T | OTL | SOL | Pts | GF  | GA  | Platz     | Playoffs               |
| 1947–48 | 30 | 19 | 10 | 1 | —   | —   | 39  | 151 | 105 | 1., IHL   | Niederlage im Finale   |
| 1948–49 | 31 | 15 | 11 | 5 | —   | —   | 35  | 152 | 144 | 4., North | Sieger des Turner Cups |